# Alain Dolium
Alain Dolium, né à Paris en 1967, est un homme politique et chef d’entreprise français.
Cofondateur de l’UDI. Vice-président chargé du Numérique du mouvement Les Bâtisseurs de l'UDI, présidé par Hervé Morin. Président du Centre Numérique, qui se veut « un lieu de concertation pour élaborer ensemble les politiques de demain en matière de numérisation de l'économie ». Associé d’Expertise, cabinet de conseil spécialisée en transformation numérique. Chargé de cours à Sup de Co Amiens et Sup de Co Tours, ainsi que conférencier pour Planète PME. Alain Dolium est également Conseiller économique du Crefom.

## Naissance, étude et cursus
Né en 1967 d'une mère guadeloupéenne et d'un père indo-martiniquais, Alain Dolium a été élevé par sa mère à Malakoff ainsi que sa tante au Plessis-Robinson. 
Enfant, il souhaitait être Père Noël, afin de ne travailler qu'un jour par an. 
Diplômé de Sup de Co Amiens, il poursuit ses études outre-atlantique au sein de HEC Montréal. Il a également été diplômé du CHEDE (Centre des Hautes Études sur le Développement Économique, rattaché au Ministère de l’Économie français).

## Carrière
À la suite de ses études, Alain Dolium devient cadre dirigeant des sociétés internationales Burke Marketing, DHL puis CBS France, où il occupe le poste de Directeur du Marketing Produit et du e-business.
En 2008, il crée sa propre entreprise, OBAD Technologie, spécialisée dans la dématérialisation sur mobile des systèmes de paiement et de fidélisation. Classée parmi les meilleurs Start-up françaises en 2011, OBAD Technologie compte aujourd’hui des filiales aux États-Unis et au Canada.
Il vend OBAD Technologie en 2013 et rejoint Trial Panel (filiale de Brand Value) en tant que Directeur Général en 2013. Trial Panel est une plateforme interactive que permet de collecter et analyser les opinions des consommateurs sur leur expérience produit et achat en temps réel.
Il crée en 2015 le cabinet Expertise, cabinet de conseil spécialisé en transformation digitale.

## Engagements associatifs
En 2005, Alain Dolium cofonde l'association « Talents O Pluriel », afin d'identifier de jeunes talents issus des quartiers populaires et les accompagner vers les études supérieures.
En janvier 2009, il participe à la création de l’Observatoire français de la diversité.
En 2010, il lance le Do-Tank « Échelle Humaine »,, plateforme de soutien aux entrepreneurs issus de la diversité et des quartiers défavorisés, au sein duquel il anime le programme ‘’Leaders emergents’’.
Il est également membre d’honneur de l'ONG Think Africa, ainsi que du Congressional Black Caucus de Washington qui l’a fait intervenir en 2012 devant les congressman du Sénat américain sur les questions de diversité en politique.
Depuis 2013, Alain Dolium est membre de l’Association des Anciens du Centre des Hautes Études sur le Développement Économique (AACHEDE) et du Conseil représentatif des Français de l'Outre-mer (CReFOM) chargé du programme de développement économique pour les Territoires Outre-mer.
Depuis 2014,  Alain Dolium est membre du Centre des Hautes Études sur le Développement Économique du MINEFI (CHEDE), et du Conseil représentatif des Français de l'Outre-mer (CReFOM),.

## Ouvrage
Alain Dolium est auteur d'un essai biographique, intitulé Richesse des cultures contre culture des riches, paru aux éditions Fortuna en 2012,,,,. Dans cet ouvrage, Il tente d'apporter des réponses à deux questions qu’il juge essentielles à la relance de l’économie française : comment sortir de la machine à exclure ? comment avoir des Steve Jobs en France ?

## Action politique
En 2008, Alain Dolium rejoint le Mouvement Démocrate (MoDem). Il en sera le candidat à la Présidence de la région Île-de-France en 2010, où il est présenté comme le « Obama Français »,,,,,,,,,,,,,. À ce titre, il aura sa marionnette dans Les Guignols de l'info. Il recueille finalement 4 % des suffrages.
Il prendra ensuite les fonctions de Responsable au développement et à l'innovation économique du MoDem.
En 2011 il sera nommé aux Gérard de la politique, dans la catégorie « Gérard de la minorité visible qui le sera pas restée longtemps, visible ».
Partisan de l’unification du Centre, il participe, en 2012, à la création de l’Union des démocrates et indépendants (UDI), aux côtés de Jean-Louis Borloo,,,,,,. Il en rejoint le Comité Exécutif où il est chargé du numérique, de la démocratie et de la jeunesse,.
En 2014, il mène la campagne municipale de la ville de Créteil en tant que tête de liste pour l'UDI,, avant de rejoindre la liste de Malakoff dans les Hauts-de-Seine,. 
En 2014, il fonde le Club Centre Numérique, rassemblant des experts et acteurs de l’écosystème digitale français en vue de créer un programme centriste pour faciliter la transition numérique de l’économie française.
En 2014, à la suite du retrait de Jean-Louis Borloo, il soutient Hervé Morin à la présidence lors de sa campagne pour la présidence de l’UDI. 
À la suite de la campagne interne, Alain Dolium est nommé vice-président des Bâtisseurs de l'UDI, le mouvement interne créé par Hervé Morin, chargé du numérique.  